# Півонія кущова
{{#ifeq:0|0|{{#if:|{{#if:Paeonia× suffruticosa|[[]}}|}}}}
Піво́нія кущова́ (Paeonia × suffruticosa) — рослина роду півонія, родини півонієвих. Ендемік Китаю. 
Поширена в країнах Східної Азії. Має великі яскраві квіти. Вперше описана в західній біологічній літературі 1804 р. Генрі Ендрюсом. Інші назви — півонія деревовидна, мудан (кит.: 牡丹), ботан (яп. 牡丹). До Європи ця рослина потрапила тільки у 1786 році.

## Розведення півонії
Вирощують починаючи з епохи Тан (618—907). У давні часи поширити півонію в Китаї допомогли мандрівні ченці, які відвідували буддійські монастирі в найвіддаленіших куточках країни. Вони привозили з собою квіти, які висаджували в монастирських садах.
У Китаї виведено більш 10 тисяч сортів цієї півонії. Більша частина сортів є результатом недавнього часу. Розводять її насінням. Так, морозостійка тибетська форма півонії жовтого забарвлення (P. lutea var. Ludlowii) дозволила європейським селекціонерам одержати багато цікавих сортів різних відтінків жовтого кольору.
У Лояні (провінція Хенань) щорічно з 15 по 25 квітня проходить найбільший в світі Лоянський фестиваль півоній.

## Фотогалерея

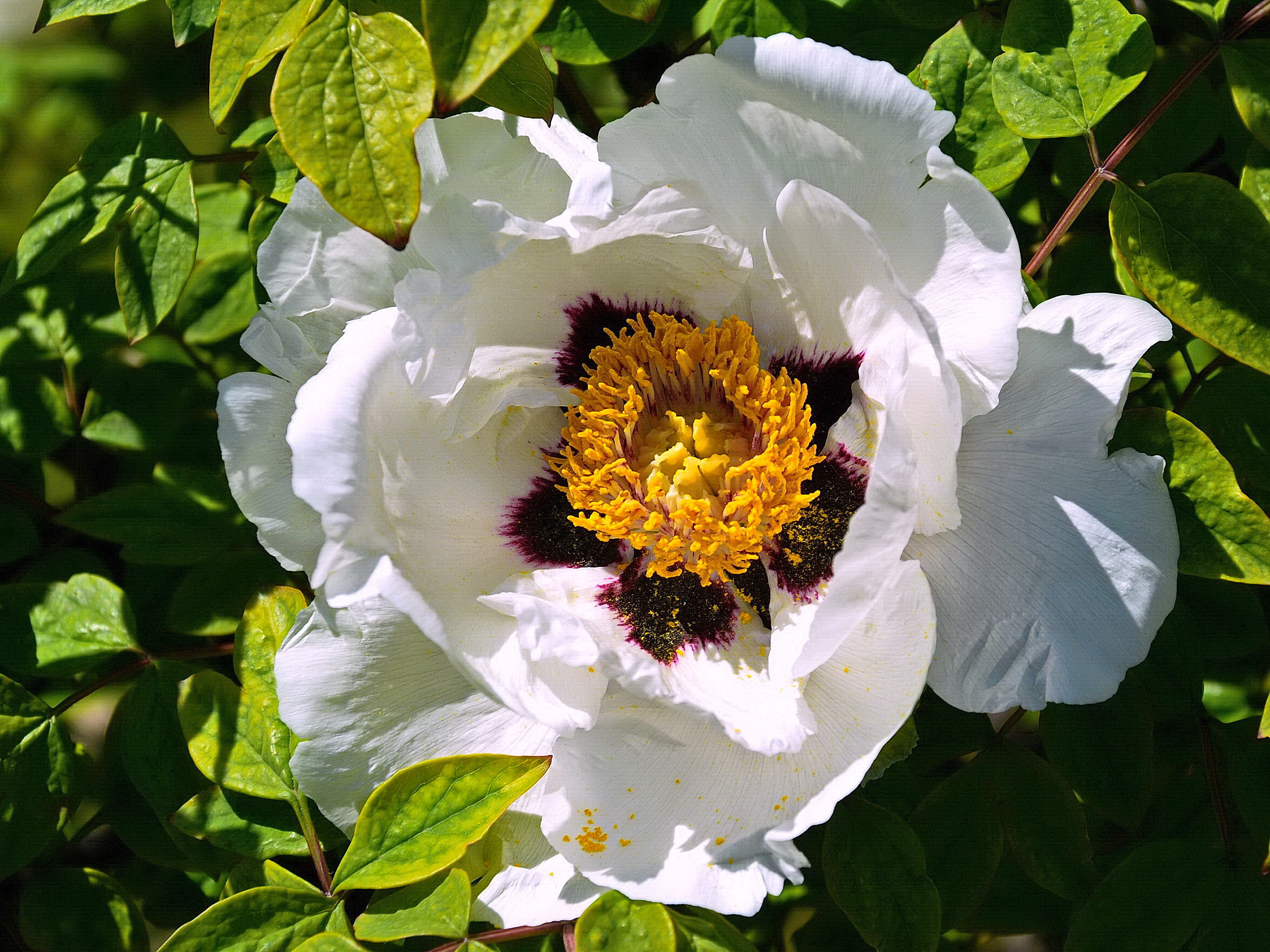
Піво́нія кущова́ (Paeonia × suffruticosa), біла

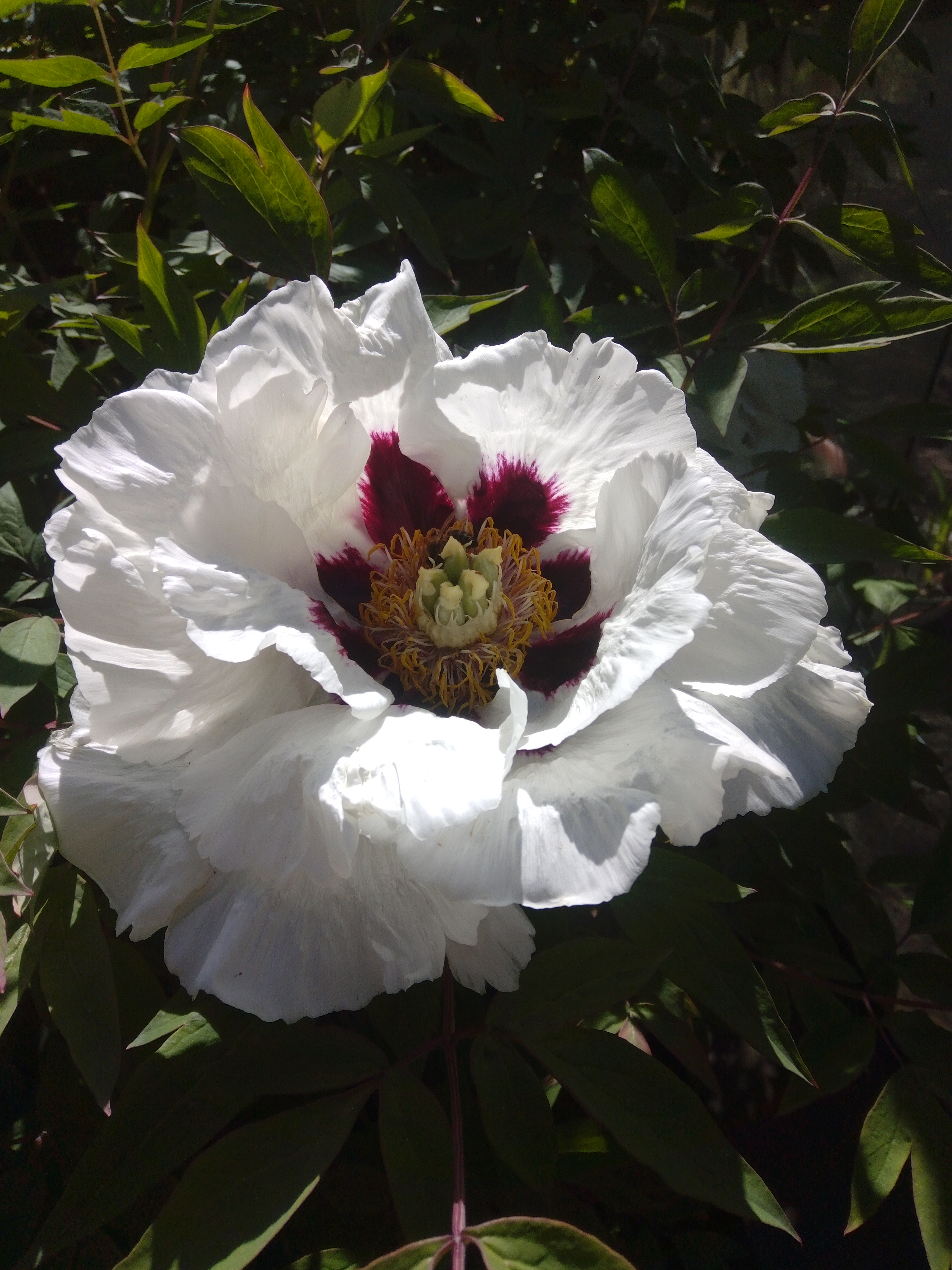
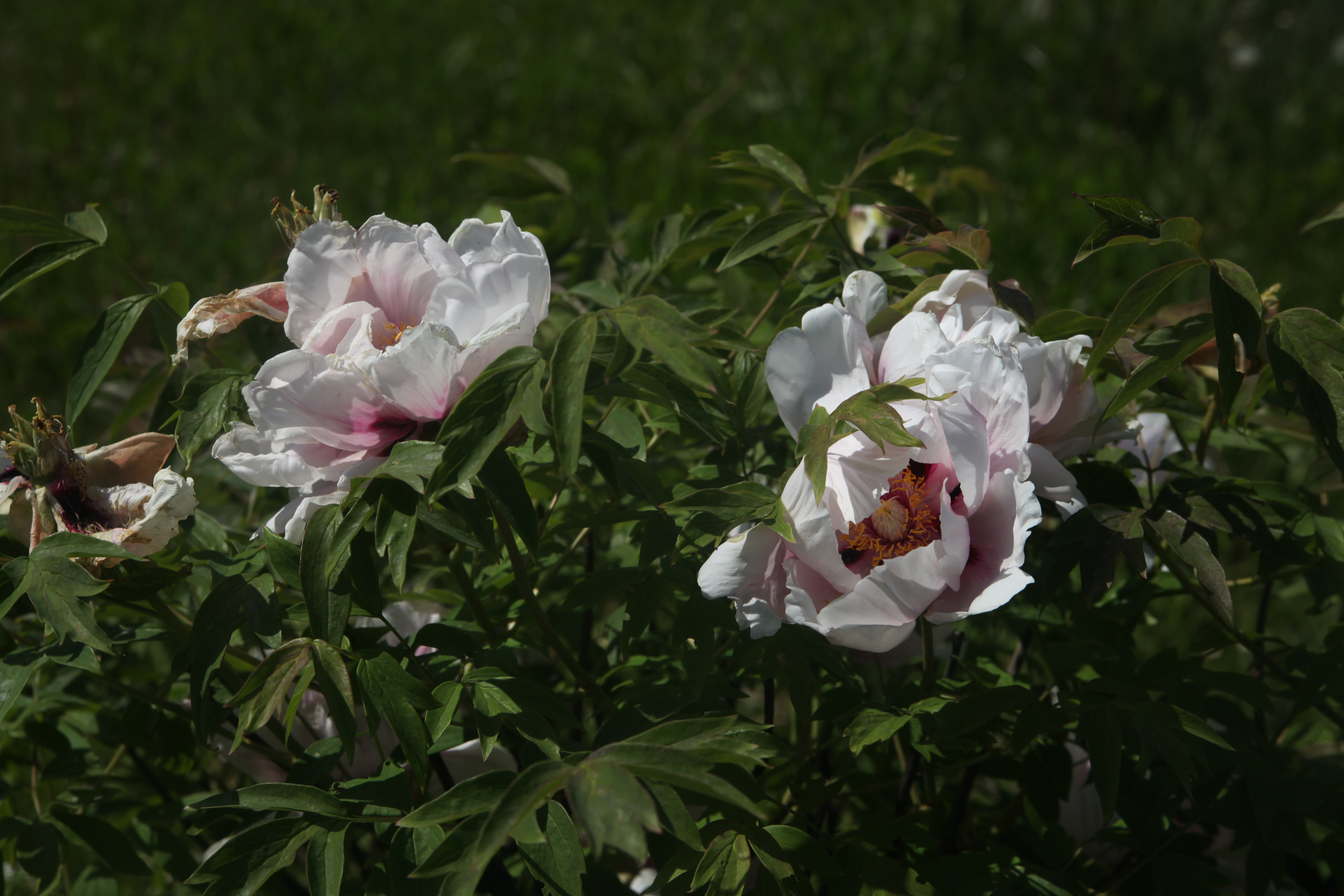
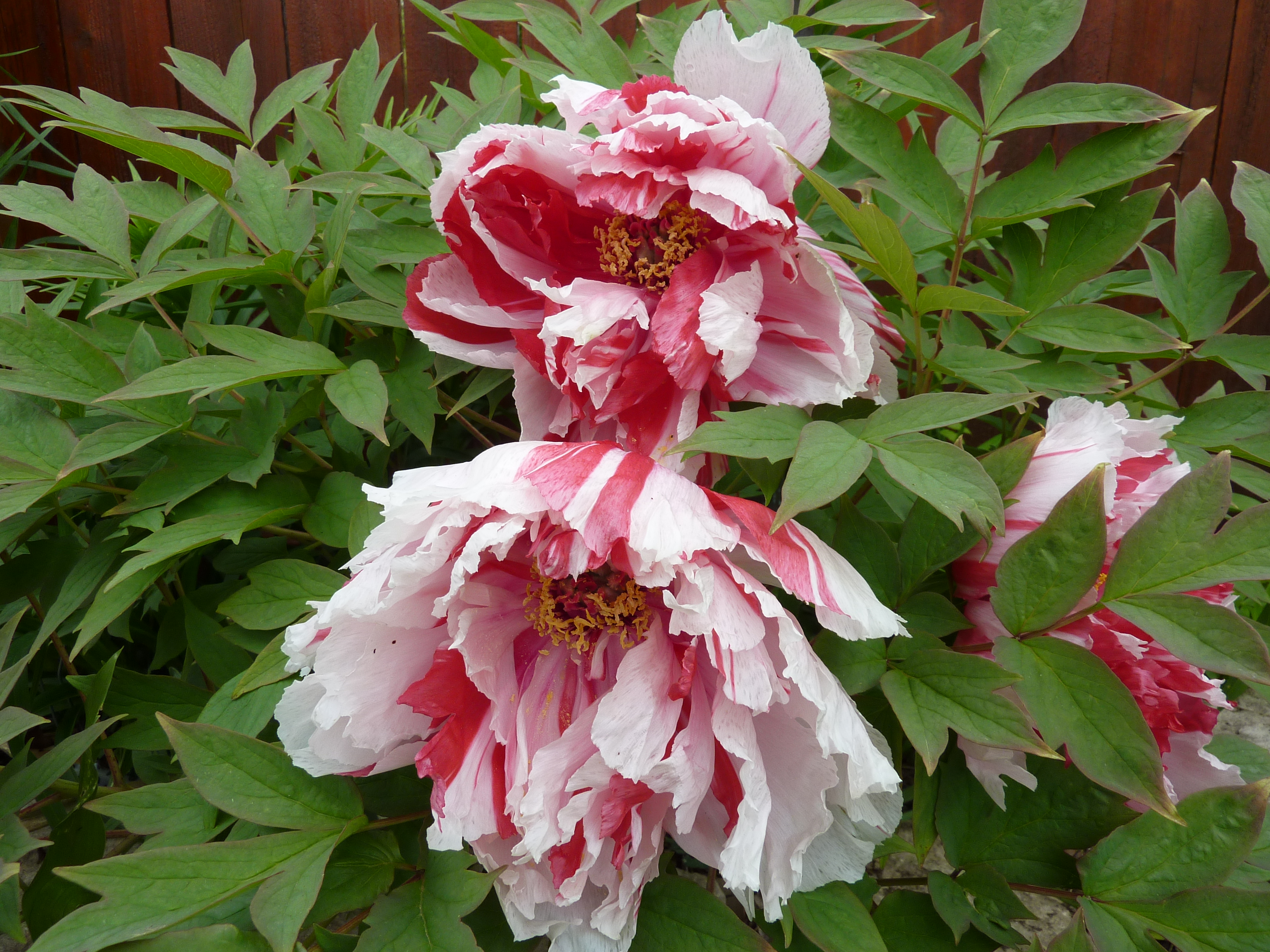
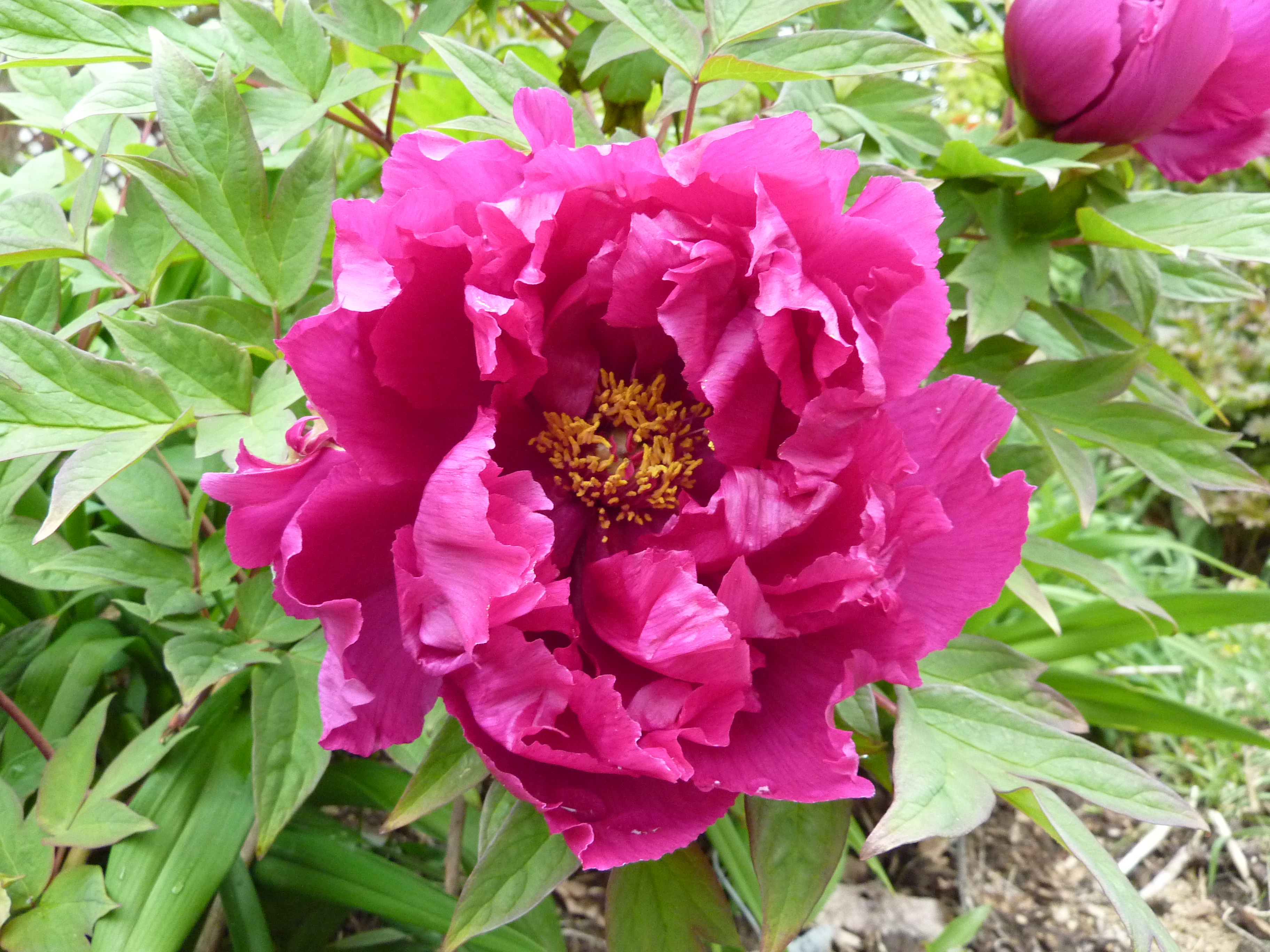
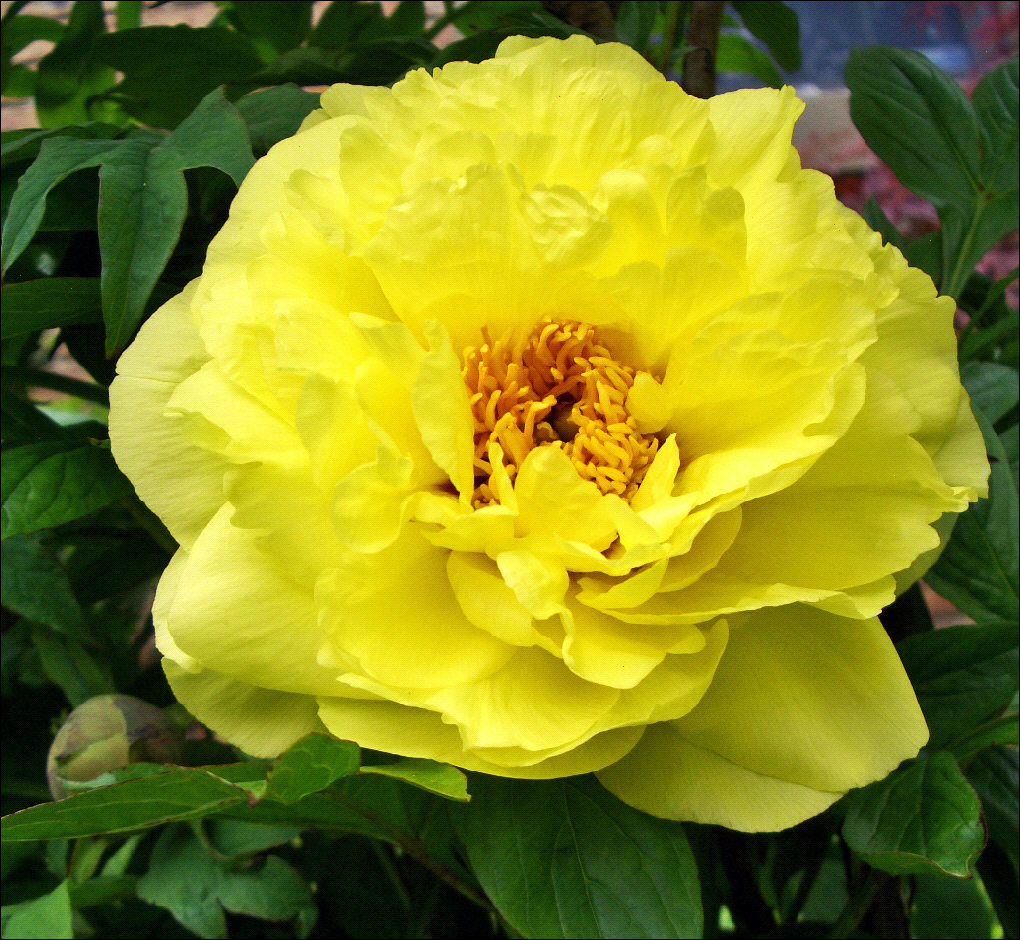
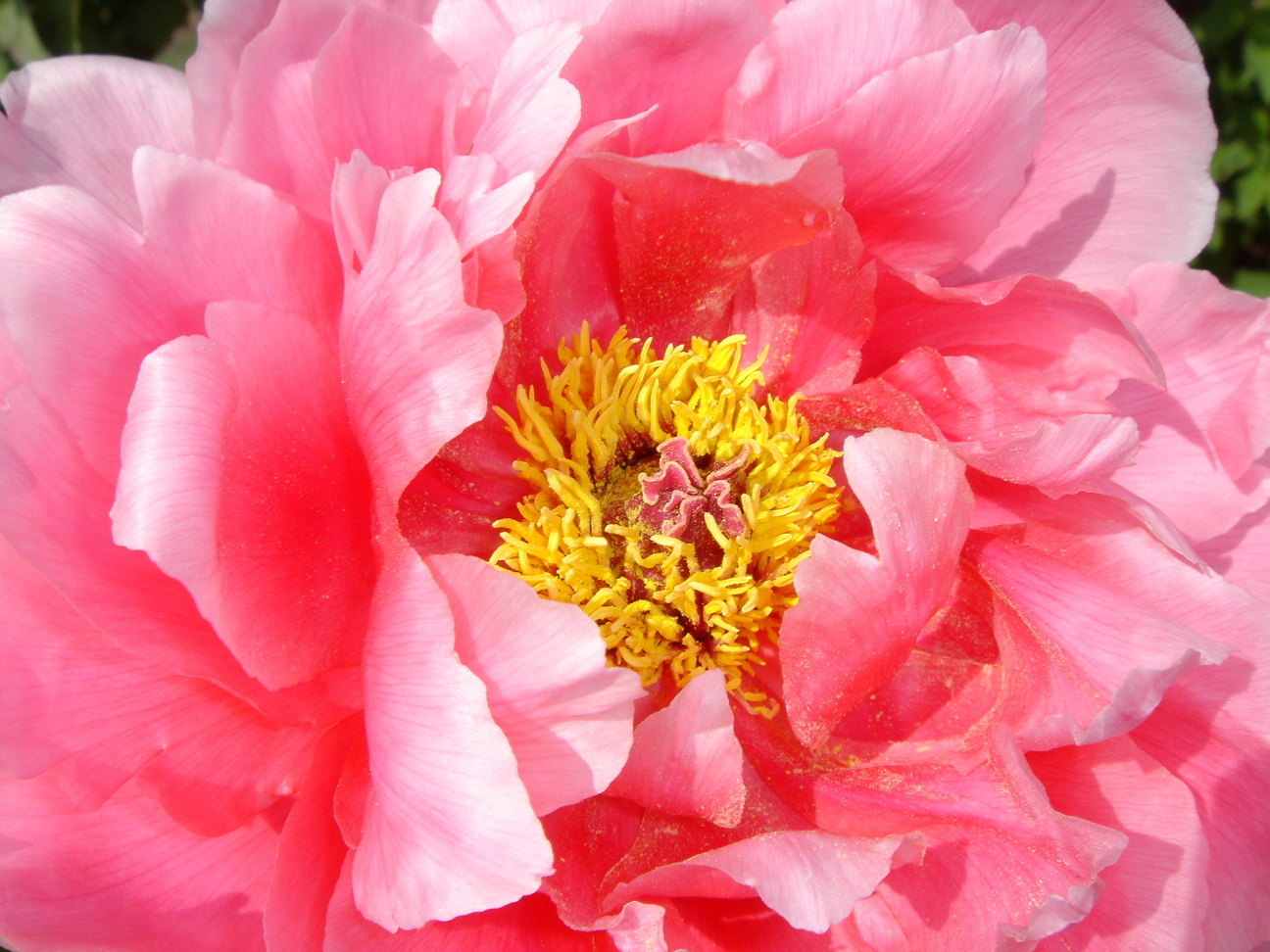
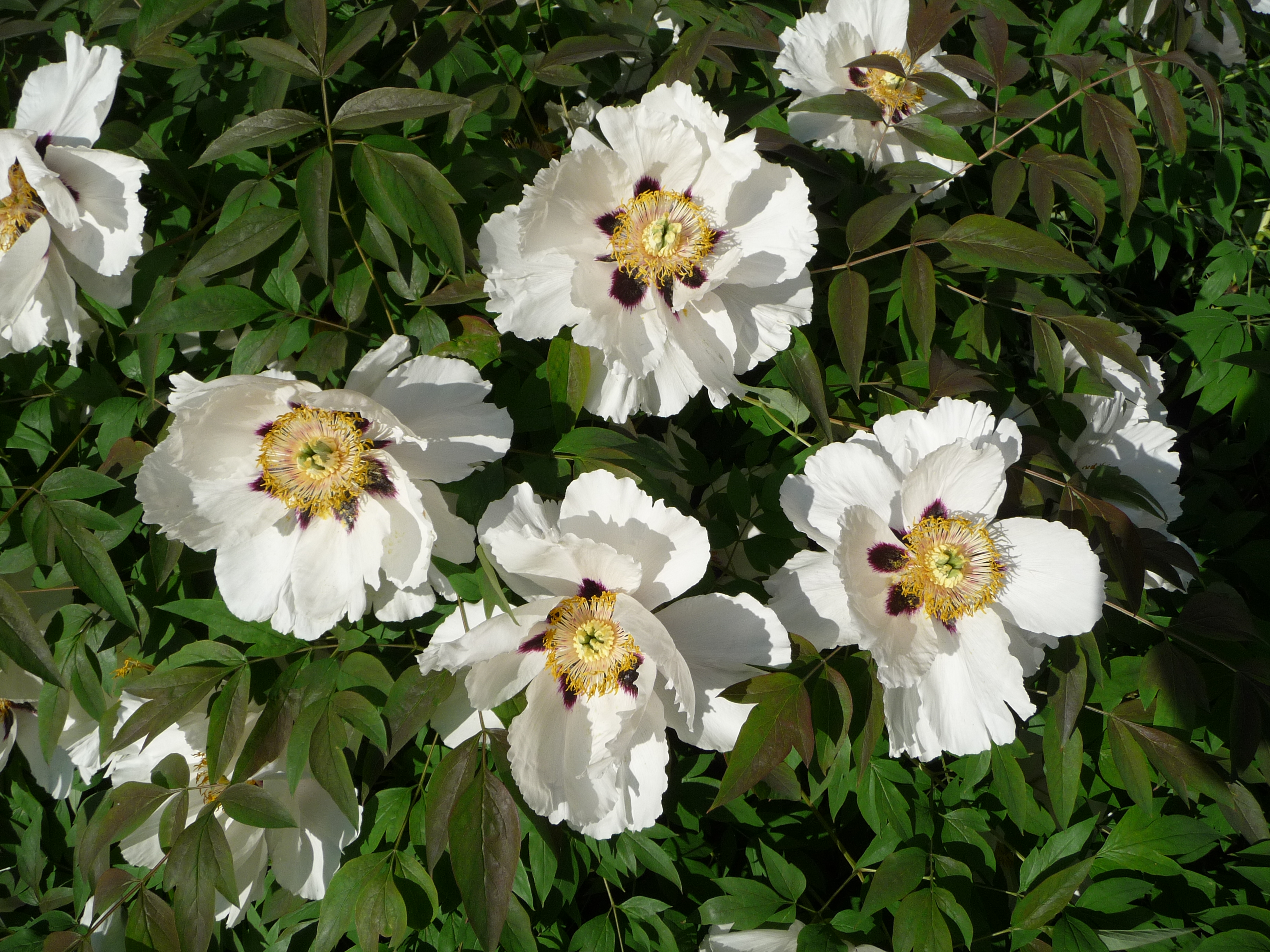